# Club Polideportivo Montehermoso
El Club Polideportivo Montehermoso (más conocido como Monte) es un equipo de fútbol de la localidad española de Montehermoso, en la provincia de Cáceres. En la temporada 2025-26 juega en el Grupo XIV de la Tercera Federación.

## Historia

### Inicios - Años 80
Al parecer, el equipo empezó a competir a finales de los años 60. De hecho, la primera constancia documental que se tiene de hacerlo en categoría federada es de la temporada 1969-70, cuando militó en la 2ª Regional (Zona Coria). Tras unos años sin constancia documental (años 1970 a 1978), en los años 1980, el Club Polideportivo Montehermoso comenzó a competir en la 1ª Regional, donde disputó 7 temporadas consecutivas, hasta que en 1986 consiguió por primera vez el ascenso a la Regional Preferente, tras quedar clasificado en primer lugar en la tabla clasificatoria.

### Finales años 80 - Años 90
Tras el ascenso de 1986, el equipo se mantendría en la Regional Preferente durante un total de 8 temporadas consecutivas, logrando como su mejor clasificación un 5º puesto en la temporada 1991-92. Sin embargo, en la temporada 1993-94 vuelve a descender a la 1ª Regional, tras quedar clasificado en el puesto 18º. La siguiente temporada (1994-95) supuso un parón futbolístico en la localidad, ya que no consiguió formarse un cuerpo directivo que se hiciese cargo del equipo. No obstante, el club retomó la competición en la temporada 1995-96, con el nombre de Montehermoso Atlético, de nuevo en 1ª Regional, quedando clasificado en 10.ª posición. Sin embargo, la alegría duró poco y, en la temporada siguiente (1996-97), volvió a producirse otro año en blanco por el mismo motivo que en la temporada 1994-95.

### Finales 1990 -  Año 2000
El equipo volvió a retomar la competición federada en la temporada 1997-98, comenzando de nuevo en la 1ª Regional (Grupo 1). Al término de ese año, quedó clasificado en 2ª posición, consiguiendo el ascenso de nuevo a la Regional Preferente, al ascender automáticamente el Jerez CF a la 2ª División B. En esta categoría se mantendría durante los 2 años posteriores, hasta la temporada 1999-2000, cuando quedó clasificado en 18º lugar, lo que le condenaría de nuevo a descender a la 1ª Regional. En la siguiente temporada (2000-01), el Club Polideportivo Montehermoso no compareció a disputar parte de sus encuentros en el tramo final de la temporada, lo que le hizo quedar situado en última posición. Este hecho propició que la Federación Extremeña de Fútbol le impusiese un castigo de 2 años sin competir, no pudiendo ser inscrito de nuevo en dicha competición hasta que se cumpliese el mismo.

### Años 2000 - 2010
Una vez cumplida la sanción, y tras varios años sin representante futbolístico en la localidad, una nueva Junta Directiva reflotó el Club Polideportivo Montehermoso, que volvió a inscribirse en una liga federada cuatro años después, en la temporada 2005-2006, regresando de nuevo a la 1ª Regional, esta vez en el grupo 3. En la temporada 2006-07 el equipo quedó en 2ª posición de la 1ª Regional (Grupo 4), consiguiendo de nuevo el ascenso a Regional Preferente, la categoría en la que jugó en las dos temporadas posteriores. Fue precisamente al término de la segunda consecutiva (2008-09), cuando el Club Polideportivo Montehermoso quedó clasificado en 2º lugar en la clasificación de Regional Preferente (su mejor resultado histórico en esta categoría), lo que le otorgó el derecho a disputar la fase de ascenso a 3ª División, contra la SP Villafranca, imponiéndose en los partidos de ida y de vuelta (1-2 en Villafranca de los Barros y 2-1 en Montehermoso), consiguiendo el 7 de junio de 2009 el ascenso a la 3ª División, su mayor meta futbolística hasta la fecha.
La temporada 2009-2010 comenzó pues, en el grupo 14 de 3ª División, quedando clasificado al final de la misma en 18º lugar, descendiendo el 9 de mayo de 2010 de nuevo a Regional Preferente.

### Años 2010 - 2020
Tras el aciago paso por la 3ª División, el CP Montehermoso inició la temporada 2010–2011 de nuevo en la Regional Preferente, quedando clasificado en 8ª posición. No obstante, un nuevo premio llegaría en la siguiente temporada (2011-2012), donde vuelve a repetir el puesto de la temporada 2008-2009, quedando clasificado en 2ª posición, lo que le vale de nuevo jugar por el ascenso a la 3ª División. Pasa la 1ª eliminatoria, que le empareja con el CP Oliva (pierde 1-0 en la ida disputada en Oliva de la Frontera pero gana 4-1 en Montehermoso), quedando clasificado para disputar la eliminatoria final, frente al CD Santa Marta. Sin embargo, no puede conseguir el ascenso a 3ª División, tras perder los partidos de ida y vuelta (2-1 en Santa Marta y 1-2 en Montehermoso). Un hito que volvió a repetir en la siguiente temporada (2012-2013), cuando el equipo quedó clasificado en 4º lugar de la Regional Preferente de Extremadura (Grupo 1), disputando de nuevo la fase de ascenso a la 3ª División, pero siendo eliminado en la 1ª eliminatoria. En la misma fue emparejado con el CP Valdivia (empatando 1-1 en la ida disputada en Montehermoso y perdiendo 1-0 en la vuelta disputada en Valdivia). 
En las temporadas que sucedieron a estos malogrados ascensos, el Club Polideportivo Montehermoso ha conseguido un 7º puesto (2013-2014), un 11º puesto (2014-2015), y un 9º puesto (2015-2016), en la que es ya su 6ª campaña consecutiva en la Regional Preferente de Extremadura. En la temporada 2016-2017 la competición cambia su denominación, pasando a llamarse Primera División Extremeña.
En la temporada 2016/2017, el CP Montehermoso vuelve a quedar clasificado en 2ª posición, ganándose el derecho a disputar nuevamente una Fase de Ascenso a 3ª División, tras 3 temporadas sin conseguirlo. Queda emparejado en la 1ª eliminatoria frente a la EMD Aceuchal (empata 0-0 en Aceuchal y pierde 0-4 en Montehermoso), quedando eliminado. En la temporada posterior (2017/18), tras quedar CAMPEÓN DE LIGA por primera vez en su historia, vuelve a disputar una nueva Fase de Ascenso a 3ª División, siendo eliminado en circunstancias similares al año anterior, tras no conseguir pasar la 1ª Eliminatoria frente al CP Sanvicenteño (pierde 1-0 en San Vicente de Alcántara y empata 0-0 en Montehermoso).
En la temporada posterior (2018/19), y tras quedar clasificado en 2ª posición, vuelve a disputar una nueva Fase de Ascenso a 3ª División. Pasa la 1ª Eliminatoria tras eliminar al CD Badajoz "B" (gana 0-1 en Badajoz y empata 1-1 en Montehermoso), quedando clasificado para disputar la eliminatoria final, frente a la UD Fuente de Cantos (algo que no se conseguía desde la temporada 2011-12). Sin embargo, el ascenso vuelve a resistirse tras conseguir un 1-1 en la ida disputada en Montehermoso y perder 2-1 en la vuelta disputada en Fuente de Cantos. En la siguiente campaña (2019/20), con un abrupto final debido a la pandemia del virus COVID-19, la Federación Extremeña de Fútbol decide la finalización de la liga regular con la disputa de un "play-off" exprés mediante el sistema de eliminatorias similar al de temporadas anteriores, pero llevándose a cabo a través de partido único y en campo neutral. Debido a que, en el momento de paralizarse la competición, el CP Montehermoso estaba situado en la 3ª posición de la tabla clasificatoria, vuelve a jugar por 4º año consecutivo por el ascenso a la 3ª División. En la 1ª Eliminatoria queda emparejado frente a la SP Villafranca, en encuentro disputado en Cáceres, a la que elimina pasando a la eliminatoria final (3-3 al término del encuentro y 3-4 en penaltis). En esta última eliminatoria se enfrenta al CF Campanario, en encuentro disputado en Valdelacalzada, volviendo a quedar a las puertas del ascenso de categoría, tras perder en un agónico final (3-3 al término del encuentro y 2-3 en penaltis).

### Años 2020 -
En la temporada 2020-21 queda clasificado en 5º lugar, disputando una Fase de Permanencia donde consigue quedar clasificado en 2ª posición, consiguiendo eludir el descenso y permanecer en la 1ª División Extremeña. En la temporada posterior (2021/22), tras quedar CAMPEÓN DE LIGA por segunda vez en su historia, vuelve a disputar una nueva Fase de Ascenso a 3ª División, accediendo como primer clasificado a la Eliminatoria de Campeones. Queda emparejado con la UC La Estrella (ida en Los Santos de Maimona (1-0) y vuelta en Montehermoso (0-0)), siendo repescado. En la Eliminatoria Final (cuartos de final) se enfrenta al CP Gran Maestre, al que elimina (ida en Fuente del Maestre (2-0) y vuelta en Montehermoso (3-0)). Accede así a semifinales, enfrentándose al CD Gévora, al que elimina (IDA en Gévora (4-0) y VUELTA en Montehermoso (5-0)). Asciende a 3ª DIVISIÓN RFEF gracias a la permanencia del CD Don Benito en 2ª División RFEF, junto a la UD Fuente de Cantos, contra quien disputa la Final de la Eliminatoria Final (IDA en Fuente de Cantos (1-0) y VUELTA en Montehermoso (1-1)), quedando subcampeón, pero consiguiendo el salto de categoría el 4 de junio de 2022, casi 13 años después de su primer y único ascenso hasta la fecha.
Tras realizar dos campañas consecutivas en 3ª DIVISIÓN RFEF, desciende a Primera División Extremeña, después de acabar la temporada 2023/2024 en 17ª posición. En el regreso a la Primera División Extremeña (temporada 2024/2025) logra finalizar la liga regular en 2ª posición, volviendo a disputar una nueva Fase de Ascenso a 3ª DIVISIÓN RFEF. En la Eliminatoria de Octavos de final queda emparejado con el CP Gran Maestre, al que elimina (IDA en Fuente del Maestre (2-0) y VUELTA en Montehermoso (3-0)). Accede así a la Eliminatoria de Cuartos de Final, donde se enfrenta a la UD Fuente de Cantos, a la que elimina (IDA en Fuente de Cantos (0-2) y VUELTA en Montehermoso (1-0)). Pasa, de este modo a la Eliminatoria de Semifinales, donde consigue el paso a la Eliminatoria Final tras eliminar a la UC La Estrella (IDA en Montehermoso (2-0) y VUELTA en Los Santos de Maimona (1-0)). Finalmente, asciende a 3ª DIVISIÓN RFEF tras eliminar a la AD Ciudad de Plasencia, contra quien disputa la Eliminatoria Final (IDA en Montehermoso (2-1) y VUELTA en Plasencia (0-5)), consiguiendo el regreso a la categoría el 22 de junio de 2025, poco más de uno año después de su descenso.

## Palmarés

### Temporadas
- Temporadas en Tercera División y Tercera Federación: 4 (2009/10, 2022/23, 2023/24 y 2025/26)

### Torneos regionales
- Campeón de Primera División Extremeña (Antigua Regional Preferente de Extremadura): 2 (2017/18 y 2021/22)

- Subcampeón de Primera División Extremeña (Antigua Regional Preferente de Extremadura): 3 (2016/17, 2018/19 y 2024/25)

- Subcampeón de Regional Preferente de Extremadura: 2 (2008/09 y 2011/12)

## Temporadas
| Temporada | División                             | Entrenador                                    | Posición | Pts | Notas |
| --------- | ------------------------------------ | --------------------------------------------- | -------- | --- | --- |
| 2025-26   | Tercera Federación (Grupo XIV)       | Rafael Rincón Rus                             |          |     | |
| 2024-25   | Primera División Extremeña (Grupo 1) | Rafael Rincón Rus                             | 2        | 46  | ASCIENDE a 3ª Federación Juega por el ascenso a 3ª División RFEF, tras quedar clasificado en 2ª posición. Se enfrenta al CP Gran Maestre, al que elimina, en la Eliminatoria de Octavos de final (IDA en Fuente del Maestre (2-0) y VUELTA en Montehermoso (3-0)). Elimina a la UD Fuente de Cantos en Cuartos de Final (IDA en Fuente de Cantos (0-2) y VUELTA en Montehermoso (1-0)). Elimina a la UC La Estrella en Semifinales (IDA en Montehermoso (2-0) y VUELTA en Los Santos de Maimona (1-0)). Finalmente, juega contra la AD Ciudad de Plasencia en la Eliminatoria Final (IDA en Montehermoso (2-1) y VUELTA en Plasencia (0-5)), consiguiendo el ascenso de categoría.                                 |
| 2023-24   | Tercera Federación (Grupo XIV)       | Raúl Miranda                                  | 17       | 32  | Desciende a 1ª División Extremeña |
| 2022-23   | Tercera Federación (Grupo XIV)       | Raúl Miranda                                  | 12       | 31  | Mantiene la posición en la Tercera Federación (Grupo XIV) tras quedar clasificado en 12.ª posición, evitando los arrastres de equipos extremeños de 2ª División RFEF al crearse una nueva liga de 18 equipos |
| 2021-22   | Primera División Extremeña (Grupo 1) | Raúl Miranda                                  | 1        | 49  | ASCIENDE a 3ª Federación Juega por el ascenso a 3ª División RFEF, tras quedar campeón de liga. Se enfrenta a la UC La Estrella en la Eliminatoria de Campeones (IDA en Los Santos de Maimona (1-0) y VUELTA en Montehermoso (0-0)), siendo de esta manera repescado. Elimina al CP Gran Maestre en cuartos de final de la Eliminatoria Final (IDA en Fuente del Maestre (2-0) y VUELTA en Montehermoso (3-0)). Elimina al CD Gévora en semifinales de la Eliminatoria Final (IDA en Gévora (4-0) y VUELTA en Montehermoso (5-0)). Juega contra la UD Fuente de Cantos en la Final de la Eliminatoria Final (IDA en Fuente de Cantos (1-0) y VUELTA en Montehermoso (1-1)), ascendiendo ambos equipos de categoría. |
| 2020-21   | Primera División Extremeña (Grupo 1) | Raúl Miranda                                  | 5        | 24  | Juega por la permanencia en Primera División Extremeña, tras quedar clasificado en 5º lugar. Tras la disputa de dicha fase acaba clasificado en 2ª lugar, obteniendo de este modo la permanencia en la categoría. |
| 2019-20   | Primera División Extremeña (Grupo 1) | Raúl Miranda                                  | 3        | 48  | Juega por el ascenso a 3ª División, tras quedar clasificado en 3er lugar cuando se produce la pandemia del COVID-19 y el posterior "play-off" exprés. Elimina a la SP Villafranca en la 1ª eliminatoria (PARTIDO ÚNICO en Cáceres (3-3 y 3-4 en penaltis). Es eliminado en la 2ª y definitiva eliminatoria contra el CF Campanario (PARTIDO ÚNICO en Valdelacalzada (3-3 y 2-3 en penaltis). |
| 2018-19   | Primera División Extremeña (Grupo 1) | Raúl Miranda                                  | 2        | 62  | Juega por el ascenso a 3ª División, tras quedar clasificado en 2º lugar. Elimina al CD Badajoz "B" en la 1ª eliminatoria (IDA en Badajoz (0-1) y VUELTA en Montehermoso (1-1). Es eliminado en la 2ª y definitiva eliminatoria contra la UD Fuente de Cantos (IDA en Montehermoso (1-1) y VUELTA en Fuente de Cantos (2-1). |
| 2017-18   | Primera División Extremeña (Grupo 1) | David Salvo                                   | 1        | 71  | Juega por el ascenso a 3ª División, tras quedar campeón. Se enfrenta al CP Sanvicenteño en la 1ª eliminatoria (IDA en San Vicente de Alcántara (1-0) y VUELTA en Montehermoso (0-0), siendo de esta manera eliminado. |
| 2016-17   | Primera División Extremeña (Grupo 1) | Rafael Rincón Rus                             | 2        | 70  | Juega por el ascenso a 3ª División, tras quedar clasificado en 2º lugar. Se enfrenta a la EMD Aceuchal en la 1ª eliminatoria (IDA en Aceuchal (0-0) y VUELTA en Montehermoso (0-4), siendo de esta manera eliminado. |
| 2015-16   | Regional Preferente (Grupo 1)        | Enrique González                              | 9        | 38  | |
| 2014-15   | Regional Preferente (Grupo 1)        | Raúl Serrano - Pedro Rossi - Enrique González | 11       | 35  | |
| 2013-14   | Regional Preferente (Grupo 1)        | Raúl Miranda                                  | 7        | 36  | |
| 2012-13   | Regional Preferente (Grupo 1)        | Raúl Miranda                                  | 4        | 59  | Juega por el ascenso a 3ª División, tras quedar clasificado en 4º lugar. Se enfrenta al CP Valdivia en la 1ª eliminatoria (IDA en Montehermoso (1-1) y VUELTA en Valdivia (1-0), siendo de esta manera eliminado. |
| 2011-12   | Regional Preferente (Grupo 1)        | Pedro Rossi                                   | 2        | 64  | Juega por el ascenso a 3ª División, tras quedar clasificado en 2º lugar. Elimina al CP Oliva en la 1ª eliminatoria (IDA en Oliva de la Frontera (1-0) y VUELTA en Montehermoso (4-1). Es eliminado en la 2ª y definitiva eliminatoria contra el CD Santa Marta (IDA en Santa Marta (2-1) y VUELTA en Montehermoso (1-2). |
| 2010-11   | Regional Preferente (Grupo 1)        | Pedro Rossi                                   | 8        | 66  | |
| 2009-10   | 3ª División (Grupo 14)               | David Salvo - Ángel Bernabé                   | 18       | 30  | Desciende a Regional Preferente |
| 2008-09   | Regional Preferente (Grupo 1)        | David Salvo                                   | 2        | 84  | Asciende a Tercera División Al quedar clasificado en 2º lugar, disputa la eliminatoria por el ascenso a 3ª División contra la SP Villafranca. El CP Montehermoso se impone en el partido de IDA en Villafranca de los Barros (1-2) y en el de VUELTA en Montehermoso (2-1), consiguiendo el ascenso de categoría. |
| 2007-08   | Regional Preferente (Grupo 1)        | Florencio Calle - David Salvo                 | 7        | 60  | |
| 2006-07   | 1ª Regional (Grupo 4)                | Nervel Gordo                                  | 2        |     | Asciende a Regional Preferente |
| 2005-06   | 1ª Regional (Grupo 3)                | José Luis Iglesias                            | 9        | 26  | Tras cumplir la sanción impuesta desde la temporada 2000-2001, el Montehermoso vuelve a entrar en competición. |
| 2001-05   | No jugó                              |                                               |          |     | Sancionado (retirada temporada 2000-2001) |
| 2000-01   | 1ª Regional                          | Edison Blanco y Nervel Gordo                  | Último   |     | Descalificado por incomparecencia |
| 1999-00   | Regional Preferente (Grupo 1)        | Edison Blanco                                 | 18       | 34  | Desciende a 1ª Regional |
| 1998-99   | Regional Preferente (Grupo 1)        | Jesús Rey y Edison Blanco                     | 15       | 37  | |
| 1997-98   | 1ª Regional (Grupo 1)                | Nano y Domingo                                | 2        | 33  | Asciende a Regional Preferente, gracias al ascenso del Jerez a 2ª División B |
| 1996-97   |                                      |                                               |          |     | No entra en ninguna competición al no formarse Junta Directiva |
| 1995-96   | 1ª Regional (Grupo 1)                | Nervel Gordo                                  | 10       | 49  | El Montehermoso vuelve a entrar en competición, con el nombre de Montehermoso Atlético |
| 1994-95   |                                      |                                               |          |     | No entra en ninguna competición al no formarse Junta Directiva |
| 1993-94   | Regional Preferente (Grupo 1)        | Dioni y Justo Parraga                         | 18       | 34  | El Montehermoso desciende a 1ª Regional |
| 1992-93   | Regional Preferente (Grupo 1)        | José Andrés Grande                            | 7        | 36  | |
| 1991-92   | Regional Preferente (Grupo 1)        | José Andrés Grande                            | 5        | 47  | El Montehermoso vuelve a contar con un equipo filial, que milita en la 1ª Regional (Grupo 1) |
| 1990-91   | Regional Preferente (Grupo 1)        | Florencio Calle                               | 8        | 36  | |
| 1989-90   | Regional Preferente (Grupo 1)        | Justo Parraga                                 | 17       | 28  | Por primera vez en la historia, se crean 2 grupos de Regional Preferente, debido a la gran cantidad de equipos. El Montehermoso queda encuadrado en el Grupo 1. |
| 1988-89   | Regional Preferente                  | Valero                                        | 16       | 26  | |
| 1987-88   | Regional Preferente                  | Valero                                        | 10       | 44  | En esta temporada ascienden 4 equipos a 3ª División (Orellana, Malpartida, Rácing Valverdeño y Villafranca). Se empieza a hablar de crear 2 grupos en Regional Preferente. |
| 1986-87   | Regional Preferente                  | Justo Parraga                                 | Último   | 24  | Como curiosidad, el Montehermoso está encuadrado en una descompensada Regional Preferente con 15 equipos de Badajoz y 5 de Cáceres. A pesar de quedar en último lugar, en la temporada siguiente continúa en la Regional Preferente. |
| 1985-86   | 1ª Regional                          |                                               | 1        |     | Asciende a Regional Preferente |
| 1984-85   | 1ª Regional                          | Salvador Roncero                              | 3        |     | |
| 1983-84   | 1ª Regional                          | Ciriaco Gordo                                 |          |     | Vuelve a competir el equipo filial, el Montehermoso Atlético, en 2ª Regional (Grupo Coria) |
| 1982-83   | 1ª Regional (Grupo Cáceres)          |                                               | 7        | 31  | Vuelve a competir el equipo filial, el Montehermoso Atlético, en 2ª Regional (Grupo Coria) |
| 1981-82   | 1ª Regional (Grupo Cáceres)          |                                               |          |     | Vuelve a competir el equipo filial, el Montehermoso Atlético (2ª Regional (Grupo Coria). Como curiosidad, el árbitro tuvo que salir escoltado del "derby" Montehermoso-Atalaya (2-2), tras anular un gol al Montehermoso. Antes de empezar ese encuentro, Montehermoso era 2º y 1º Atalaya, con una diferencia de 4 puntos en la tabla. |
| 1980-81   | 1ª Regional (Grupo Cáceres)          |                                               |          |     | Hay constancia de un equipo filial, el Montehermoso Atlético, que militaba en la 2ª Regional (Grupo B) |
| 1979-80   | 1ª Regional (Grupo Cáceres)          |                                               | 5        | 29  | En esta liga también compite Atalaya. Hay constancia de equipo juvenil (2ª División Juvenil - Grupo B) |
| 1970-78   | ?                                    |                                               |          |     | Temporadas sin constancia documental |
| 1969-70   | 2ª Regional (Zona Coria)             |                                               |          |     | Es la primera temporada de la que se tiene constancia de un equipo federado. En esta liga también compite Sartalejo. |

## Categorías inferiores 2025/2026
Además del primer equipo, el Club Polideportivo Montehermoso tiene 9 equipos en distintas categorías:
- Juvenil: 1 equipo, que milita en la 1ª División Extremeña (Grupo 1)
- Cadete: -
- Infantil: 1 equipo, que milita en la 1ª División Extremeña JUDEX (Grupo 1)
- Alevín: -
- Benjamín: -
- Prebenjamín: -
- Chupetín: -